# Grande Prêmio da Malásia de 2010
O Grande Prémio da Malásia de 2010 (formalmente XII Petronas Grande Prêmio da Malásia) foi a terceira corrida da temporada de 2010 da Fórmula 1 e ocorreu no Circuito Internacional de Sepang, Malásia, em 4 de abril de 2010. 
Alinharam no grid três vencedores do Grande Prêmio em Sepang: Michael Schumacher, Fernando Alonso e Jenson Button. Na corrida a vitória coube a Sebastian Vettel com Mark Webber em segundo e Nico Rosberg em terceiro. Com o resultado, Felipe Massa assumiu a liderança do campeonato com 39 pontos, seguido por Fernando Alonso (Ferrari) e Sebastian Vettel (Red Bull), ambos com 37 pontos.

## Detalhes
Ainda sob os eflúvios da corrida australiana, Fernando Alonso rebateu as críticas de Michael Schumacher, segundo as quais o ferrarista obstruiu uma volta rápida do alemão durante o treino oficial em Albert Park. Para o líder do campeonato, as reclamações do heptacampeão mundial deveriam ser dirigidas aos comissários da FIA e não aos jornalistas, o que denotava para Alonso a clara intenção de Schumacher, em não esclarecer o incidente, de encenar uma pantomima para a imprensa.
Recordista de vitórias na prova malaia, o vetusto Schumacher concedeu o título de construtores para a Ferrari ao triunfar no ano 2000 e não satisfeito subiu ao topo do pódio novamente em 2001 e 2004, mantendo ainda a insígnia de ter pontuado em todas as provas que disputou em Sepang. Para Alonso a pista serviu como local de seu primeiro pódio em 2003 e de vitórias em 2005, ano de seu primeiro título, e em 2007 quando fez dobradinha com Hamilton na McLaren. A pista de Sepang foi o palco do primeiro ponto na carreira de Felipe Massa em seus tempos de Sauber. Em 2009, o vencedor do Grande Prêmio foi o inglês Jenson Button, pela Brawn GP.
Com o circuito atingido por uma forte chuva na quinta-feira, os pilotos fizeram piada com a situação, notadamente Barrichello e Di Grassi, que sugeriram o uso de bóias ou jet skis para viabilizar a prova caso o céu insistisse em descarregar tamanho volume d'água, aliás, o temor de que a chuva resultasse em uma meia-corrida como em 2009, adiantou a largada em uma hora. Em meio a tantas amenidades, a cartolagem anunciou novas regras quanto à fixação dos retrovisores, em vigor a partir do Grande Prêmio da Espanha, como forma de devolver-lhes a condição de instrumentos de visibilidade e não a de peças aerodinâmicas.

### Treinos
Na sexta-feira os treinos livres ocorreram sob sol forte e pista seca e nesse cenário melhor para Lewis Hamilton, mas para os malaios o que importava não era o melhor tempo do inglês e sim a participação de Fairuz Fauzy na contenda como piloto da Lotus. Veio o sábado e nele Webber foi o melhor nos treinos livres em pista seca, mas a chuva apareceu na hora do treino oficial e introduziu novas variáveis à disputa embora não tenha impedido mais uma pole do australiano da Red Bull, em que pese o melhor tempo de Kubica ao final do Q1.
Graças a uma síntese de hesitação e soberba, McLaren e Ferrari foram relegadas a coadjuvantes visto que Button ficou na caixa de brita enquanto que Hamilton, Alonso e Massa foram deslocados para o fundo do grid, punidos pelo capricho de irem para a pista sob forte chuva. No Q2 Glock e Kovalainen levaram seus bólidos adiante em que pesem as limitações dos carros enquanto Petrov fez um treino convincente em décimo primeiro lugar. Quanto a Michael Schumacher este sentiu o sabor de liderar uma sessão de treinos oficiais em quatro anos, alegria efêmera graças ao aprumo dos rivais com Vettel à frente.
Aberta a terceira fase da classificação uma surpresa: com Sutil perfilado à frente do pelotão instantes antes de se lançar ao asfalto eis que Kubica "fura a fila" e vai à pista em primeiro graças ao embuste de ter se posicionado "por fora" na saída dos boxes, todavia uma bandeira vermelha devido a uma forte chuva põe fim ao intento do polonês. Passados quinze  minutos a porfia foi reiniciada e para evitar um novo ardil os carros da Force India bloquearam a saída do pit lane. Sutil foi à pista e chegou a marcar o melhor tempo, mas o furor de Mark Webber em usar pneus intermediários quando seus rivais usavam pneus de chuva, resultou numa pole ousada. Competente em sua lida o piloto australiano suplantou quatro alemães (Rosberg, Vettel, Sutil e Hülkenberg) vindo a seguir Kubica e Barrichello extraindo o máximo de seus carros com Schumacher num discreto oitavo lugar adiante de Kobayashi e Liuzzi.

### Corrida
Sem que a chuva aparecesse os pilotos duelaram em asfalto seco durante toda a prova e logo na primeira curva Vettel ascendeu à ponta e fez de Webber um escudo contra os ataques dos demais membros do pelotão e assim rumou sem sobressaltos para a vitória. Ainda na volta de apresentação o motor de De La Rosa explodiu e apagadas as luzes o carro de Barrichello falhou e caiu para as últimas posições, contudo a largada transcorreu sem acidentes. Situados em posições desfavoráveis Hamilton e Massa saltaram sete posições e se posicionaram adiante de seus companheiros de equipe com o inglês avançando sobre Buemi e fazendo deste um anteparo a Massa enquanto Alonso superava Button. Lépido e com um carro veloz nas retas, o campeão de 2008 duelou com Petrov e alternou ultrapassagens com o russo, porém ao se posicionar em zigue-zague diante da Renault o piloto da McLaren recebeu uma advertência dos comissários de prova ao tempo que seu companheiro de equipe trocou os pneus e passou a girar mais rápido que os demais.
Na Ferrari Massa foi aos boxes antes de Alonso e ao retornar ao combate aproveitou seus pneus novos para estabelecer voltas velozes em sequência mas ao ser limitado pelo ritmo de Button viu seu companheiro descontar a diferença após passagem pelos boxes, entretanto o piloto brasileiro superou o campeão mundial e o deixou às voltas com Alonso que iniciou uma nova perseguição ao inglês, mas a quebra do motor Ferrari na penúltima volta deixou o espanhol sem marcar pontos. Sem ameaças às suas pretensões a Red Bull conseguiu sua primeira dobradinha no ano e Nico Rosberg conquistou seu primeiro pódio pela Mercedes. Kubica, Sutil e Hamilton vieram a seguir com Felipe Massa em sétimo, o que lhe garantiu pontos suficientes para assumir a liderança do certame com 39 pontos enquanto Alonso e Vettel ostentam 37 cada um. Button, Alguersuari e Hülkenberg completaram a zona dos pontos. Michael Schumacher deixou a prova após nove voltas com um problema na roda ao passo que Di Grassi e Senna finalmente completaram uma prova.

## Classificação

### Treino oficial
| Pos | Nº | Piloto             | Construtor           | Parte 1  | Parte 2   | Parte 3  | Grid |
| --- | -- | ------------------ | -------------------- | -------- | --------- | -------- | ---- |
| 1   | 6  | Mark Webber        | Red Bull-Renault     | 1:51.886 | 1:48.210  | 1:49.327 | 1    |
| 2   | 4  | Nico Rosberg       | Mercedes             | 1:52.560 | 1:47.417  | 1:50.673 | 2    |
| 3   | 5  | Sebastian Vettel   | Red Bull-Renault     | 1:48.945 | 1:46.828  | 1:50.789 | 3    |
| 4   | 14 | Adrian Sutil       | Force India-Mercedes | 1:49.479 | 1:47.085  | 1:50.914 | 4    |
| 5   | 10 | Nico Hülkenberg    | Williams-Cosworth    | 1:49.664 | 1:47.346  | 1:51.001 | 5    |
| 6   | 11 | Robert Kubica      | Renault              | 1:46.283 | 1:46.951  | 1:51.051 | 6    |
| 7   | 9  | Rubens Barrichello | Williams-Cosworth    | 1:50.301 | 1:48.371  | 1:51.511 | 7    |
| 8   | 3  | Michael Schumacher | Mercedes             | 1:52.239 | 1:48.400  | 1:51.717 | 8    |
| 9   | 23 | Kamui Kobayashi    | BMW Sauber-Ferrari   | 1:48.467 | 1:47.792  | 1:51.767 | 9    |
| 10  | 15 | Vitantonio Liuzzi  | Force India-Mercedes | 1:49.922 | 1:48.238  | 1:52.254 | 10   |
| 11  | 12 | Vitaly Petrov      | Renault              | 1:47.952 | 1:48.760  |          | 11   |
| 12  | 22 | Pedro de la Rosa   | BMW Sauber-Ferrari   | 1:47.153 | 1:48.771  |          | 12   |
| 13  | 16 | Sébastien Buemi    | Toro Rosso-Ferrari   | 1:48.945 | 1:49.207  |          | 13   |
| 14  | 17 | Jaime Alguersuari  | Toro Rosso-Ferrari   | 1:48.655 | 1:49.464  |          | 14   |
| 15  | 19 | Heikki Kovalainen  | Lotus-Cosworth       | 1:52.875 | 1:52.270  |          | 15   |
| 16  | 24 | Timo Glock         | Virgin-Cosworth      | 1:52.398 | 1:52.520  |          | 16   |
| 17  | 1  | Jenson Button      | McLaren-Mercedes     | 1:52.211 | Sem tempo |          | 17   |
| 18  | 18 | Jarno Trulli       | Lotus-Cosworth       | 1:52.884 |           |          | 18   |
| 19  | 8  | Fernando Alonso    | Ferrari              | 1:53.044 |           |          | 19   |
| 20  | 2  | Lewis Hamilton     | McLaren-Mercedes     | 1:53.050 |           |          | 20   |
| 21  | 7  | Felipe Massa       | Ferrari              | 1:53.283 |           |          | 21   |
| 22  | 20 | Karun Chandhok     | HRT-Cosworth         | 1:56.299 |           |          | 22   |
| 23  | 21 | Bruno Senna        | HRT-Cosworth         | 1:57.269 |           |          | 23   |
| 24  | 25 | Lucas Di Grassi    | Virgin-Cosworth      | 1:59.977 |           |          | 24   |

### Corrida
| Pos | Nº | Piloto             | Construtor           | Voltas | Tempo/Aband.    | Grid | Pontos |
| --- | -- | ------------------ | -------------------- | ------ | --------------- | ---- | ------ |
| 1   | 5  | Sebastian Vettel   | Red Bull-Renault     | 56     | 1:33:48.412     | 3    | 25     |
| 2   | 6  | Mark Webber        | Red Bull-Renault     | 56     | +4.849          | 1    | 18     |
| 3   | 4  | Nico Rosberg       | Mercedes             | 56     | +13.504         | 2    | 15     |
| 4   | 11 | Robert Kubica      | Renault              | 56     | +18.589         | 6    | 12     |
| 5   | 14 | Adrian Sutil       | Force India-Mercedes | 56     | +21.059         | 4    | 10     |
| 6   | 2  | Lewis Hamilton     | McLaren-Mercedes     | 56     | +23.471         | 20   | 8      |
| 7   | 7  | Felipe Massa       | Ferrari              | 56     | +27.068         | 21   | 6      |
| 8   | 1  | Jenson Button      | McLaren-Mercedes     | 56     | +37.918         | 17   | 4      |
| 9   | 17 | Jaime Alguersuari  | Toro Rosso-Ferrari   | 56     | +1:10.602       | 14   | 2      |
| 10  | 10 | Nico Hulkenberg    | Williams-Cosworth    | 56     | +1:13.399       | 5    | 1      |
| 11  | 16 | Sebastien Buemi    | Toro Rosso-Ferrari   | 56     | +1:18.938       | 13   |        |
| 12  | 9  | Rubens Barrichello | Williams-Cosworth    | 55     | +1 volta        | 7    |        |
| 13  | 8  | Fernando Alonso    | Ferrari              | 54     | Motor           | 19   |        |
| 14  | 25 | Lucas di Grassi    | Virgin-Cosworth      | 53     | +3 voltas       | 24   |        |
| 15  | 20 | Karun Chandhok     | HRT-Cosworth         | 53     | +3 voltas       | 22   |        |
| 16  | 21 | Bruno Senna        | HRT-Cosworth         | 52     | +4 voltas       | 23   |        |
| 17  | 18 | Jarno Trulli       | Lotus-Cosworth       | 51     | +5 voltas       | 18   |        |
| 18  | 19 | Heikki Kovalainen  | Lotus-Cosworth       | 46     | +10 voltas      | 15   |        |
| Ret | 12 | Vitaly Petrov      | Renault              | 32     | Caixa de Câmbio | 11   |        |
| Ret | 15 | Vitantonio Liuzzi  | Force India-Mercedes | 12     | Acelerador      | 10   |        |
| Ret | 3  | Michael Schumacher | Mercedes             | 9      | Porca da Roda   | 8    |        |
| Ret | 23 | Kamui Kobayashi    | BMW Sauber-Ferrari   | 8      | Motor           | 9    |        |
| Ret | 24 | Timo Glock         | Virgin-Cosworth      | 2      | Colisão         | 16   |        |
| NL  | 22 | Pedro de la Rosa   | BMW Sauber-Ferrari   | 0      | Motor           | 12   |        |

## Tabela do campeonato após a corrida
Observe que somente as cinco primeiras posições estão incluídas na tabela.